# Hannón el Grande

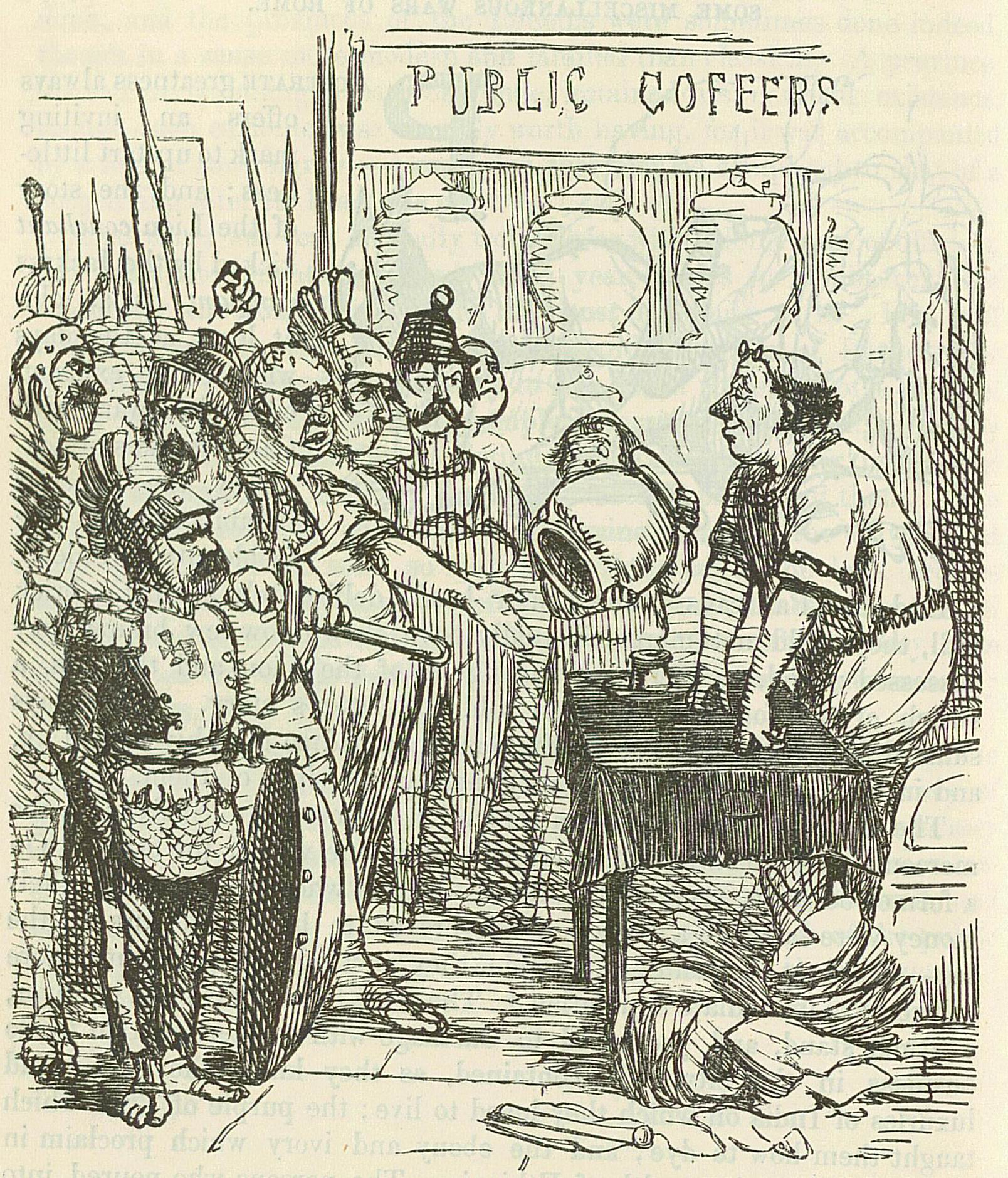
Hannón anunciando a los mercenarios el vacío del Tesoro Público. The Comic History of Rome, de Gilbert Abbott A. Beckett

Hannón el Grande fue un rico aristócrata cartaginés del siglo III a. C. Poseía grandes extensiones de tierra en el Magreb y lideró la facción cartaginesa que se oponía a continuar la lucha contra Roma durante la primera guerra púnica. Prefería continuar conquistando tierras en el Norte de África en lugar de librar una guerra naval contra Roma, que no le proporcionaría beneficios personales. Sus intereses se enfrentaban directamente a los del general cartaginés Amílcar Barca. Hannón desmovilizó la marina cartaginesa el año 244 a. C., dando tiempo a Roma para reconstruir su flota y derrotar finalmente a Cartago hacia el 241 a. C.
Tras la guerra rehusó pagar a los mercenarios contratados por Amílcar. Estalló una revuelta, conocida como guerra de los Mercenarios, y Hannón tomó el mando del ejército para sofocarla. Su intento fue infructuoso y devolvió el mando a Amílcar. Finalmente, ambos cooperaron para derrotar a los rebeldes en el río Bagradas el año 238 a. C.
Su apodo, "El Grande", le fue atribuido aparentemente por sus conquistas en África. Siguió oponiéndose al conflicto con Roma, que implicaría necesariamente enfrentamientos navales. Durante la segunda guerra púnica, lideró la facción prorromana en Cartago, dificultando el envío de refuerzos al hijo de Amílcar, Aníbal, tras su victoria en la batalla de Cannas.
Después de la derrota cartaginesa en la batalla de Zama (202 a. C.), se encontraba entre los embajadores enviados a negociar la paz con Roma.